# Hermann Tilke

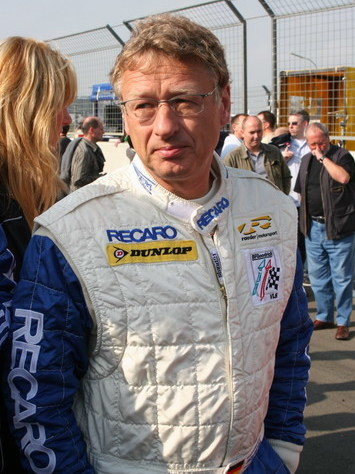
Tilke in 2009

Hermann Tilke (Olpe, 31 december 1954) is een Duitse architect, ontwerper van racecircuits en autocoureur.

## Architectuur
In 1984 richtte Hermann Tilke Tilke Engineering op. Dit bedrijf heeft alle facetten binnenshuis om een complete race-accommodatie te ontwerpen en aan te leggen.
Tilke werd in eerste instantie gevraagd om een aantal kleine wijzigingen door te voeren op Duitse circuits. Zijn eerste grote opdracht was de verbouwing van de Österreichring, naar de huidige Red Bull Ring in Oostenrijk.
Na de succesvolle verbouwing van dit circuit werd Tilke ingeschakeld om nieuwe circuits te ontwerpen. Vrijwel alle nieuwe Formule 1-circuits komen van zijn hand.

## Circuits
De volgende circuits zijn door Tilke ontworpen:
| Circuit                             | Land                         | Jaar | Opmerkingen             |
| ----------------------------------- | ---------------------------- | ---- | ----------------------- |
| A1 Ring                             | Oostenrijk                   | 1995 | Verbouwing              |
| Sepang International Circuit        | Maleisië                     | 1998 |                         |
| Hockenheimring                      | Duitsland                    | 2002 | Verbouwing              |
| Paul Ricard High Tech Test Track    | Frankrijk                    | 2002 | Verbouwing              |
| Bahrain International Circuit       | Bahrein                      | 2004 |                         |
| Shanghai International Circuit      | China                        | 2004 |                         |
| Fuji Speedway                       | Japan                        | 2005 | Verbouwing              |
| Istanbul Park Racing Circuit        | Turkije                      | 2005 |                         |
| Cancún                              | Mexico                       | 2006 | Onontwikkeld            |
| Beijing International Streetcircuit | China                        | 2006 |                         |
| Bucharest Ring                      | Roemenië                     | 2007 |                         |
| Circuito les Coves                  | Spanje                       | 2008 | Ontwerp en bouwaanvraag |
| Marina Bay Street Circuit           | Singapore                    | 2008 | Concept ontwerp         |
| Swedbank kartodroms                 | Letland                      | 2008 | Kartcircuit             |
| Valencia Street Circuit             | Spanje                       | 2008 |                         |
| Jakarta Street Circuit              | Indonesië                    | 2008 |                         |
| Yas Marina Circuit                  | Verenigde Arabische Emiraten | 2009 | Gereed                  |
| La Ciudad del Motor de Aragón       | Spanje                       | 2009 | MotoGP locatie          |
| Dublin Street Circuit               | Ierland                      | 2010 |                         |
| Korean International Circuit        | Zuid-Korea                   | 2010 |                         |
| Moscow Raceway                      | Rusland                      | 2010 | Gereed                  |
| Kazakhstan Motor City               | Kazachstan                   | 2010 | Ontwerp                 |
| Atlanta Motorsports Park            | Verenigde Staten             | 2010 | Gereed                  |
| Buddh International Circuit         | India                        | 2011 | Gereed                  |
| Circuit of the Americas             | Verenigde Staten             | 2012 | Gereed                  |
| Bilsterberg Race Resort             | Duitsland                    | 2013 | Juni 2013 geopend       |
| Baku City Circuit                   | Azerbeidzjan                 | 2016 | Juni 2016               |
| Kuwait Motor Town                   | Koeweit                      | 2017 |                         |
| Pradera Verde Racing Circuit        | Filipijnen                   | 2018 |                         |
| Hanoi Street Circuit                | Vietnam                      | 2018 |                         |